# I vind och motvind
I vind och motvind: noveller och utkast är en novellsamling av Amanda Kerfstedt, utgiven 1889 på F. & G. Beijers förlag.